# Pediasia zellerellus
Pediasia zellerellus is een vlinder uit de familie grasmotten (Crambidae). De wetenschappelijke naam is voor het eerst geldig gepubliceerd in 1899 door Staudinger.
De soort komt voor in Europa.